# 松尾亜紀子
松尾 亜紀子（まつお あきこ、1964年12月1日 - ）は、日本の工学者。専門は、数値流体力学、デトネーション研究。博士（工学）（名古屋大学・1993年）。慶應義塾大学教授。日本航空宇宙学会会長。ディスコ取締役。内閣府宇宙政策委員会委員。

## 来歴
佐賀県武雄市出身。佐賀県立武雄高等学校、津田塾大学学芸学部数学科卒業。名古屋大学大学院工学研究科博士前期課程航空宇宙工学専攻修了後、リクルート入社。リクルート・スーパーコンピューター研究所在籍中にアメリカ合衆国のプリンストン大学へ留学。帰国後にリクルートを退職し名古屋大学大学院工学研究科博士後期課程へ進学。1993年に博士論文「Multi-Dimensional Unsteady Characteristics of the Standing Oblique Detonation」を提出し名古屋大学から博士（工学）の学位を取得。
慶應義塾大学理工学部助手・講師・准教授を経て2008年から慶應義塾大学理工学部機械工学科教授。2020年日本航空宇宙学会会長。
日本学術振興会特別研究員、理化学研究所共同研究員、科学技術庁航空宇宙技術研究所客員研究官、科学技術庁航空宇宙技術研究所客員研究官、文部省宇宙科学研究所共同研究員、日本学術会議連携会員を歴任。
国土交通省の審議会「航空・鉄道事故調査委員会」の非常勤委員に史上最年少で就任。
2010年9月から佐賀県武雄市市政アドバイザー（教育分野、委託）に就任。
2022年7月から内閣府宇宙政策委員会委員に就任。2023年6月からディスコ取締役（監査委員会および代表執行役評価委員会委員）。